# 华中剿匪总司令部
华中剿匪总司令部（简称“華中剿總”）是华中地区的剿匪总司令部，于1948年7月1日在蒋中正的命令下于汉口成立。总司令白崇禧。

## 历史
1946年春，第六战区改称國民政府軍事委員會委員長武漢行營。行营主任程潜，副主任孙蔚如、王瓒绪、唐式遵，参谋长郭忏（后为刘膺古接任），副参谋长王天鸣。1946年3月1日在漢口华商街（现江汉二路武汉市科学技术情报研究所）举行成立仪式。4月24日设武汉行营政治部于中山大道766号，1946年11月改名为武汉行营新闻局；主任萧赞育，副主任冯剑飞。行营的主要任务负责湘、鄂、赣三省及皖、豫一部辖区的军令执行和作战指挥。该行营1946年7月辖：
- 第六绥靖区（辖整编第六十六、七十五师、司令周喦）第二十六集团军改编
- 第七绥靖区（辖第十、二十七集团军，司令王陵基）
- 武汉警备总司令部(辖整编第十一师，司令郭忏）
- 预备第六师
- 特务团
- 炮八团
- 工兵六团：驻汉阳杨家河。团长张斌暄。为渡河架桥任务。
- 工兵二十四团
- 通信兵第3团：1946-1949年驻汉口杨森花园。团长王涛、苏子学。全团2877人。
- 武汉行营(行辕)于1946年9月设立军官大队，训练编余及伤愈官佐，分别予以转业和留用。大队设7个中队，学员最多时为1200余人。
- 1945年10月海军第二舰队司令部移驻汉口汉中街(今胜利街中段)7号，负责对日本海军驻汉单位的接收。舰队司令方莹。1946年迁出汉口。
- 后方勤务总司令部水路军运指挥部武汉军运办公处:1946年1月由后勤总司令部长江船舶运输管理处武汉分处改组，驻汉口江汉路30号，管理长江军运业务，受后勤总司令部运输署领导。该处主任先后有谢炎、金福民、张静庵，1948年6月1日撤销。
- 后方勤务总司令部第四区铁道军运指挥部：1945年10月设立，指挥官为林逸圣，驻大智门火车站。该部指挥与管理平汉路南段（汉口至郑州）、粤汉路北段（武昌至株州）的军运事宜。1946年1月该部设立汉口、武昌两军运办公处。汉口军运办公处管理汉口至武胜关段之平汉线军运，武昌军运办公处管理武昌至岳阳段之粤汉线军运。
- 武汉行营视察室：1945年10月初，军统武汉办事处主任鲍志鸿率部属由重庆到武汉，驻汉口北京路1号。办事处设情报、行动、总务、审讯、会计等组和督察室，原有军统在湖北、武汉的公开机关、秘密组织、武装特务全部归军统武汉办事处领导。其下属单位有从湘鄂赣边区来汉的特务武装—中美行动总队、九战区别动队（驻武昌县豹子澥）、五战区别动队（驻孝感），从恩施迁回武汉的军统湖北站，另外武汉行营交通处、湖北省水上警察局、汉口市警察局、平汉铁路警务处等均为军统武汉办事处运用的公开机关。1945年12月，军统武汉办事处对武汉地区的军统组织进行整编，建立新的军统湖北站，统一领导湖北、武汉的军统工作，黄藩初为站长，以武汉行营视察室为掩护机关。军统武汉办事处以主要力量搜捕新四军情报，搜捕中共地下工作人员，将其下属的特务武装分驻武汉外围要点，防止新四军部队进入武汉或渗入湖南。1946年7月，军统武汉办事处奉命撤销，武汉及湖北的军统工作统一由军统湖北站管理。1946年6月10月实行“公秘划分”，以公开机构掩护秘密机构，以秘密工作领导公开工作：军统湖北站改名为保密局湖北站，与武汉行营视察室分开（另设立武汉行营第二处主管特务工作）；湖北站从此转入秘密活动，宋岳任站长，下设6个组，内外勤人员74人。成立汉潮通讯社作为该站下属汉口第二组的掩护机构。1947年6月，湖北站未能完成保密局要求的情报数量，站长宋岳被撤职，杨振铎任站长，仍以汉潮通讯社作为掩护机构；该站设工运组及11个情报组，内外勤人员约90人。1948年3月，湖北站改由余克剑任站长，内外勤人员共180余人。1949年2月，湖北站由谢经武任站长。

1947年4月，根据国防最高委员会决议，武汉行营改为国民政府主席武汉行辕，其组织和职权依旧。1947年6月下辖：
- 川黔鄂湘绥靖公署(主任潘文华)
- 第七绥靖区（司令萧之楚）
- 整编第五十二师
- 预备第六师

1947年8月，为堵截刘邓大军南下，武汉行辕在漯河设前进指挥所(主任张轸）。后改为第五绥靖区。
1947年9、10月间歼灭了整40师等6个整编旅以上的兵力，占领鄂豫皖边30余座县城，大别山区全部在刘邓大军的掌握中。南面五六百里的长江沿岸，基本上没有国军正规部队防守。安庆、望江一带有青年军202师王大均第1旅，蕲春驻桂系一个营。武汉行辕主任程潜的外围从黄陂、长轩岭、河口到京山、钟祥只有川军的4个独立旅(每旅两个团),其中新17旅一部已被刘邓歼灭。被歼后重建的整编第52师担任广水以南平汉铁路线守备。武胜关到柳林站由交警第4总队的大部担任守备。在信阳的武汉行辕前进指挥所主任张轸，有一个步兵团和一些炮兵、工兵分队。皖中驻有桂系的第三兵团(司令官张淦），辖整七师、整四十八师（均为两旅3团制）；第八绥靖区（司令官夏威，辖被歼重建的整46师、安徽省保安司令部)。桂系的主力部队都在大别山以东附近地带。长江有海军江防舰队。空军有南京、汉口两空军基地。蒋中正及参谋本部判断刘邓大军主力有渡江南下，重返江西，威胁京、沪，赤化江南的企图。1947年11月22日，國防部九江指揮部在南京编组完成。11月27日白崇禧抵达九江开始行使指挥权。以津浦鐵路（不含）以西、平漢鐵路（不含）以东，黄泛区以南，以及江南的皖南及赣北，包括安徽、河南、湖北、湖南、江西為作戰清剿任務區域。与陆总徐州司令部的作战分界线为芜湖-阜阳-周口之线。与武汉行辕的作战分界线为阳罗-黄陂-长轩岭-宣化店之线。辖陆军25万人：
- 九江指挥部白崇禧兼
- 九江指挥部参谋长徐祖诒(中央系，抗战时当过李宗仁的参谋长，与桂系关系良好)
  - 九江指挥部副参谋长赵援（国防部部长办公室少将副主任调任）
  - 第一处(人事)处处长张宣少将(陈诚系)、副处长董智修上校　　
  - 第二(情报)处处长唐坤少将(国防部第二厅少将情报专员调任、非军统系)，副处长邓树勋上校(军统江西站长)、伯宁(桂系)
  - 第三(作战)处处长刘防少将（未到任），代处长戈鸣上校（1952年后改称覃戈鸣，中央军校第一分校（南宁分校）第四期（比照黄埔军校第七期）、陆军大学第15期毕业，从国防部部长办公室参谋调任）、副处长陈思永上校(陈诚系)
  - 第四(后勤)处处长赖光大(何应钦系，日本士官学校、陆军大学第13期）、副处长兰蕊衡上校(国防部第四厅派出)
  - 高参室：主任高参刘震清中将(国防部长办公室中将高参派出，准桂系)
- 第三兵团
  - 整编第7师 师长钟纪中将  副师长李本一少将
  - 整编第48师 师长张光炜中将 176师526团团长李祖霖
  - 整编第25师：从胶东抽调 师长黄百韬
- 第八绥靖区 司令官夏威上将，驻合肥
  - 整编第46师 师长谭何易中将
- 第五绥靖区：由武汉行辕前进指挥所在河南信阳改编。司令官：孙震/张轸中将。负责平汉路交通，控制潢川县、罗山县附近，阻止刘邓大军北上、西进。
  - 整编第58师 师长鲁道源中将
  - 新编第5纵队
  - 新编第10纵队
  - 交警第4总队：在柳林站
  - 整编第10师 师长罗广文中将
  - 整编第11师 师长胡琏中将
- 整编第28师 师长李良荣中将
- 整编第52师（欠整编第82旅）
- 整编第21师之整编第145旅
- 整编第20师：从郑州抽调 师长杨干才
- 青年军202师王大均旅和赵德树旅
- 空军第三军区，驻汉口，司令罗机空军上校
- 海军江防舰队：司令叶裕和海军中将

刘邓大军转入外线后才赶到的部队有：
- 整3师
- 整编第9师：从胶东抽调 师长王凌云
- 整15师
- 整25师(黄百韬)
- 整编第85师 吴绍周

白崇禧清剿大别山区使用了整7师、整46师、整48师、整25师、整28师及青年军的一个旅。并用整10师及整11师对淮北扫荡；用王凌云的两个整编师(第二军、第十五军)到南阳去成立第十三绥靖区。程潜对平汉路南段及宜昌、襄阳、老河口间的地区的守势作战还使用了4个整编师及5个旅以上的兵力。
1947年12月1日，白崇禧指挥部队开始攻击大别山。1947年12月5日，國防部九江指揮部遷至漢口辦公:8469。
由于抽调郑州至驻马店间及其附近地区的兵力南下参加对大别山区的围攻，陈赓兵团和陈粟大军的一部于12月中旬乘机对许昌、郾城、漯河、西平、遂平间的平汉路进行大破击，把这条大动脉截断。刘邓大军主力于12月初适时地转出外线，脱出大别山区国民党军的包围态势之外，使南调的军队绝大部分未及参加围攻，同时驻马店、郑州间平汉路被截断，李仲辛的一个整编旅在郾城被围困，蒋介石于12月下半月电令抽调李铁军兵团部及其整三师和杨干才的整二十师由信阳、确山地区沿平汉路北上。1947年12月26日李铁军的兵团部及其整三师到达西平与遂平之间的祝王砦和金刚寺一带就被解放军绝对优势的兵力包围攻击，不到一天的时间就被全部歼灭。杨干才的整20师跟在李铁军的兵团部后面一天多行程，杨干才向白崇禧紧急请示，拟急退确山固守待援(确山有野战工事及粮食，地形也较好，城西南有制高点的山岗，城区并有城墙可凭据守)。此前整20师在白崇禧指挥下进攻晋冀鲁豫野战军第十纵队过平汉铁路时十分卖力，白崇禧答应杨干才的请求，部署罗广文指挥整十师及整十一师的一个旅由信阳东北、正阳西南地区分两路齐头并进，向确山的东面和东南兼程驰援，向围攻确山的解放军反包围。并令空军第三军区昼夜不停地飞往确山上空支援整20师的战斗。蒋中正电令整20师归白崇禧指挥，由白崇禧负责解围。整20师从12月28日至12月30日坚守确山，城西南的制高点进行反复地争夺。围攻确山的解放军于12月31日夜晚，当罗广文部尚未到达之前，主动撤围。1948年元旦天明前，整二十师发觉围攻确山的解放军已经撤围向西北方向转移了。罗广文率领的部队于1948年元旦日落西山的时候才赶到确山。
1948年2月武汉行辕以兩湖、江西、安徽、河南南部為主。主力分佈在以漢口為中心的平漢鐵路確山至漢口段和長江北岸宜昌至安慶段。辖：
- 第二十一绥靖区 (司令潘文华，驻宜昌）
- 第十七绥靖区(司令刘膺古，驻常德）
- 第十六绥靖区（司令霍揆彰，驻咸宁）
- 第五绥靖区（司令张轸，驻信阳）
- 第十三綏靖區（南陽）司令王凌雲
- 第四兵团（司令吴绍周）。
- 第三兵團（司令官張淦）
- 第十二兵團（司令官黃維）
- 第十四兵團（司令官宋希濂）

1948年5月30日，武汉行辕改为武汉绥靖主任公署。
1948年7月1日，為統一華中「剿共」軍事，國防部九江前进指挥所与武漢绥靖公署合併為華中剿匪總司令部，驻漢口三元里。原武汉绥靖主任公署改编为长沙绥靖主任公署。 :8631
- 總司令白崇禧
- 副總司令夏威、張軫、徐祖貽、宋希濂、潘文華、李品仙、陈明仁、霍揆彰、孙震
- 參謀長徐祖诒兼 
  - 副参谋长赵援、刘昉
  - 第一处处长张藩
  - 第二处处长黄藩初
  - 第三处处长戈鸣
  - 第四处处长赖光大
  - 总务处处长张鹤龄
  - 政工处处长程式
  - 军法处处长何孝元
  - 军医处处长陈石君
- 办公厅主任张宣
- 工兵指挥部 许延武
- 通讯指挥部 陈应照
- 政务委员会 主任委员白崇禧兼，秘书长袁守谦
- 第五綏靖區司令官：張軫 副司令官：趙子立、朱其平
  - 整編第四十六師師長：譚何易
    - 第一七五旅、第一八八旅、新編第十九旅，共6個團，曾為國民革命軍第四十六軍

  - 整58师 鲁道源
  - 整編第九十七師師長：馬拔萃
  - 豫保4旅 朱其平
  - 交警4总队 李禳
- 第六（商邱）綏靖區
- 第八（蚌埠）綏靖區
- 第十三綏靖區司令官：王凌雲  副司令官：萬式炯
  - 整編第九師師長：陳克非
    - 下轄第九旅、第七十六旅、預備第二旅，共6個團，曾為國民革命軍第二軍

  - 整編第十五師師長：劉平
    - 下轄第六十四旅、第一三五旅，共4個團，曾為國民革命軍第十五軍
- 第十六綏靖區司令官：霍揆彰 副司令官：劉雨卿、李奇中、丁德隆
  - 整編第五十二師 師長：倪祖耀
    - 第三十三旅
    - 第八十二旅

  - 整192旅 王铁麟
  - 鄂保安旅 曾宪成
  - 步16支队 刘鹏
- 鄂西綏靖公署（旋擴編為鄂西綏靖司令部）
- 川鄂边区绥靖公署 孙震
  - 新18旅 潘清洲
  - 鄂保4团 宋少华
- 第三兵團司令官：張淦 副司令官：張光瑋
  - 整編第七師師長：李本一
    - 下轄第一七一旅、第一七二旅，共6個團，曾為桂系國民革命軍第七軍

  - 整編第四十八師師長：張光瑋/张文鸿
    - 下轄第一三八旅、第一七四旅、第一七六旅，共6個團，曾為國民革命軍第四十八軍

  - 整編第五十八師師長：魯道源
    - 下轄第一八三旅、新編第十旅、新編第十一旅，共6個團，曾為國民革命軍第五十八軍
- 第十二兵團司令官：黃維 副司令官：胡璉
  - 整編第三師師長：覃道善
    - 下轄第三旅、第二十旅、新編第一旅，共6個團，曾為國民革命軍第十軍

  - 整編第十師師長：熊绶春
    - 下轄第十旅、第八十三旅、第八十五旅，共6個團，曾為國民革命軍第十四軍

  - 整編第十一師師長：胡璉
    - 下轄第十一旅、第十八旅、第一一八旅，共6個團，曾為國民革命軍第十八軍

  - 整編第八十五師師長：吳紹周
    - 下轄第二十三旅、第一一〇旅，共4個團，曾為國民革命軍第八十五軍
- 第十四兵團司令官：宋希濂 副司令官：楊幹才
  - 整編第二十師師長：楊幹才
    - 下轄第一三三旅、第一三四旅，共4個團，曾為國民革命軍第二十軍

  - 整編第二十八師師長：李勃
    - 下轄第五十二旅、第八十旅、第一九𠄞旅，共6個團，曾為國民革命軍第二十八軍
- 整60旅 李亦辉
- 湘保1旅 张际泰
- 整175旅卢士沐
- 重迫击炮15团 安立绥
- 武汉警备司令 阮齐
- 海军江防舰队：司令叶裕和。1946年9月16日在汉成立江防舰队司令部。隶属海军总司令部，叶裕和(原“永绥”舰舰长)任司令，司令部驻汉中街7号。配合陆军参加内战，如1948年4月21日“永安”、“联铮”、“联光”、“郝穴”等舰炮轰进攻沙市的解放军。1949年11月29日，该部“郝穴”、“永安”两舰由舰长率领「起义」。
- 海军汉口巡防处:驻汉口胜利街，隶属海军总司令部。下有炮艇、巡逻艇11艘，担任武汉一带江面巡逻任务。巡防处处长陈文惠。1949年5月24日，该部炮艇2艘、巡逻艇3艘在岳阳江面宣布「起义」，驶回汉口。
- 海军总司令部汉口办事处:1945年10月设立，主办接收日伪海军事务，驻汉口河街(今沿江大道)5号，处长郑天杰。1946年4月办事处撤销，接收日伪海军事务归并第二舰队司令部办理。
- 海军汉口工厂:抗日战争胜利后建立，原名海军第一工厂， 1947年7月改编为海军汉口工厂。厂址在黎黄陂路38号，厂长陈宗芳。
- 海军第十补给分站，1947一1949年驻汉口一德街(现沿江大道)2号，站长王拯群。
- 空军第四军区：司令罗机、副司令邓志坚，参谋长徐燕谋。该部成立于1946年7月，辖湘、赣、鄂、豫、皖、粤、桂、苏等省，司令部及所属单位官兵共16936人，其中官佐3261人。该部任务为指挥辖区内驻防空军的作战部队，负责辖区内空军后勤补给，场站管理及行政等工作，井与陆军联络，配台陆军参加内战。司令部设第一处(人事)、第二处(情报)、第三处(作战训练)、第四处（后勤补给)，政工处及副官、监察、统计3室，驻汉口中山大道1030号。下辖: 
  - 空军第一大队:该队为轰炸机大队，下辖4个中队。大队部及第一、第四中队驻汉口。每中队4小队，每小队有飞机6架。大队长王育根，副大队长陈伊凡，大队部驻汉口王家墩机场。大队部设第一课(人事)、第二课(情报）、第三课(作战训练)、第四课(后勤补给)，另设财务、机务、通讯、军械、医务5室。第一中队驻汉口宝丰路模范监狱，后迁至王家墩场，1945年11月有官兵254人。第四中队驻汉口宝丰路，1946年12月有官佐86人，士兵265人。
  - 空军高射炮兵第四团:其前身为陆军高射炮兵第四十二团， 1947年2月改编，团长张星源。1946年7月一1947年4月担任防空及警备任务，团部驻汉阳，该团团长兼任武汉警备司令部汉阳警备区指挥官。
  - 空军高射炮兵第八团:其前身为原陆军高射炮兵第二团，1948年6月改编，1947年4月—1948年12月该团在武汉担任防空与警备任务。编制为四三制，即每团4营，每营3连，其第一、二两营装备7.5厘米以上高射炮，第三、四营装备4厘米以下之高射机关炮与高射机枪。第一、二营，每连有高射炮4门、高射机枪4挺，第三、四营，每营有小口径高射炮6门，高射机枪6挺。1947年团长为张尔耕，1948年为文山。
  - 空军总司令部特务旅第一团:该团担任武汉地区空军机场警卫工作，1946一1949年5月驻武汉。团部驻汉口张自忠路，团长黄安益。
  - 空军第六供应分处:为國軍的空軍系统下5个供应分处之一，驻汉口航空路1号。供应分处下设基地勤务、修护、补给3组，其任务为飞机地面的管理、修护、补给等。处长王裕虒。
  - 空军第二O一供应队:前身为空军总司令部第一勤务大队。 1947—1949年5月驻汉口王家墩机场，负责机场、飞机的整备与补给。大队长石家龙。
  - 空军第四通讯大队:1947—1949年5月驻汉口王家墩机场，负责空中地面无线电联络及导航等工作，大队长张世圭。
  - 空军工兵团第三、四营:1946—1948年驻汉口，担任机场、机库的修建与保养任务。第三营驻汉口宝丰路，第四营驻中山大道102号。
  - 在武昌南湖驻有南湖空军站
  - 在汉口刘家琪路设有空军气体制造厂
  - 在汉口沿江大道168号设有中央航空第二飞机修理工厂
  - 在汉口易家墩设有空军第十九油弹库。
- 联勤第九补给区：1945年9月第六战区兵站总监部由恩施移驻武汉，驻汉口江汉路2号，负责第六战区辖区内部队的后勤补给。总监刘翼峰。 下辖兵站分监部3个，兵站支部8个，甲分站24个，乙分站19个， 粮库29个，军械库26个。1946年1月奉命改组为后方勤务总司令部第二补给区湖北供应局，驻江汉路2号,负责湖北省区内部队的后勤补给。局长先后为刘翼峰、袁景凡。该局隶属于后方勤务总司令部第二补给区司令部(驻汉口沿江大道88号，司令先后为刘膺古、施北衡）。1947年12月16日由第二补给区湖北供应局改编为联合勤务总司令部第九兵站总监部，驻汉口江汉路2号。总监王中柱。1948年7月1日由第九兵站总监部改编扩大而成联合勤务总司令部第九补给区司令部，直隶联合勤务总司令部，负责华中剿匪总司令部辖区内部队之后勤补给。司令朱鼎卿，副司令王中柱。驻汉口江汉路2号，下辖3个分监部，1个支部。所辖部队有辎重汽车第九团（团长孙发、官161人、兵1510人），辎重汽车第十九团，辎重汽车独立第九营、船舶运输队、警卫连各1个，4个美式轻武器装备的监护营，管理驻武汉的军械、弹药、燃料、粮食、被服、通信器材、卫生器材、工程器材、交通器材等仓库有数十个之多。联合勤务总司令部设在武汉的被服总厂（汉口硚口，职工8000余人）、第二兽医蹄铁工厂（武昌张江陵路168号，128人）、 第二粮秣工厂（汉口中山大道1333号）、第403汽车厂、第1210汽车修理工厂、船舶修造总厂（驻漢陽）、电信机械修造厂汉口分部等亦由其代管。1949年4月，白崇禧派其桂系亲信许高阳任司令，以便更好地对桂系部队进行装备与补给，并將大批军用物资运往广西。
- 第十一兵工厂：1946年至1948年4月驻武昌平阅路
- 第三十兵工厂：1948年4月迁入武昌平阅路原厂房
- 联合勤务总司令部武汉军运指挥部：1948年6月由联合勤务总司令部的第四区铁道军运指挥部和水路军运指挥部武汉军运办公处合并组成。司令官林逸圣。驻汉口江汉路，其职责为调度与指挥长江重庆至南京段及平汉铁路南段、粤汉铁路北段的军事运输。该部与第九补给区司令部运输部门的分工是，前者负责干线军运 (如长江、铁路），后者负责区内支线军运。1949年2月，吴光韶继任司令官。

1949年1月24日，代總統李宗仁宣布將所有的剿总改为军政长官公署。华中剿总改為華中軍政長官公署，指揮長江防務。華中軍政長官公署在武漢易手後，撤至湖南、廣西一帶，後因所屬部隊兵力於湘桂損失過大而撤銷。部分所屬部隊轉進越南並被繳械後輾轉赴臺灣。